# ۱۳۲۴ (قمری)
۱۳۲۴ (قمری)، هزار و سیصد و بیست و چهارمین سال در گاهشماری هجری قمری است. اول محرم این سال برابر با بیست و پنجم فوریه سال ۱۹۰۶ میلادی است.

## رویدادها
- ۱۸ شعبان - نخستین جلسهٔ دوره اول مجلس شورای ملی

## زادروزها
- بی‌بی صفورا (محجوبه)، شاعر پارسی‌گوی افغانستان.

## مرگ‌ها
- علی اکبر خان شیدا: موسیقیدان، شاعر، ترانه سرا و خوشنویس ایرانی.
- مظفرالدین‌شاه: پنجمین پادشاه قاجار